# Allen-Millar-Trippett-omlegging
De Allen-Millar-Trippet-omlegging is een organische reactie, waarbij een ringvergroting optreedt door hydrolyse van een cyclisch fosfoniumzout:
In eerste instantie wordt het fosfaan gealkyleerd met di-joodmethaan, waardoor een quaternair fosfoniumzout ontstaat. Dit fosfoniumzout wordt met een base (kaliumhydroxide) behandeld, waarbij een binding tussen fosfor een zuurstof gevormd wordt. Vervolgens treedt een omlegging op, waarbij de methyleengroep van di-joodmethaan in de ring wordt opgenomen.